# Frank Wernitz
Frank Wernitz (né en 1957 à Borås, Suède) est un historien militaire allemand qui a publié un ouvrage fondamental sur la Croix de fer. L'employé de musée est président de la Société allemande d'études militaires (de) depuis 2012.

## Biographie
Wernitz étudie d'abord les sciences de la communication à l'Université des Arts de Berlin (designer diplômé). Il étudie ensuite l'histoire moderne et contemporaine, l'histoire de l'Europe de l'Est et du Sud-Est et les sciences politiques à l'Université Louis-et-Maximilien de Munich. En 1993, il y obtient son doctorat sous la direction d'Hans Schmidt (de) avec la thèse « Ils ont eu du sang et se sont très bien comportés ». Troupes légères britanniques dans l'armée du duc Ferdinand de Brunswick 1760-1763. Une contribution à l'histoire de la petite guerre au XVIIIe siècle.
De 2000 à 2016, il dirige l'administration centrale des ressources humaines des musées et collections de l'État de Bavière. Depuis, il est conservateur au Musée de l'armée bavaroise (de) à Ingolstadt, où il est responsable des médailles et décorations, des graphiques et des documents.
Depuis 2012, Wernitz succède à Rolf Wirtgen (de) à la présidence de la Société allemande d'études militaires (de). Il est également membre du conseil consultatif scientifique de la Société allemande de phaléristique et détient le grade de lieutenant-colonel dans la réserve de la Bundeswehr. Il publie notamment dans les Militärgeschichtlichen Beiträgen de la MGFA .
Le premier ouvrage de Wernitz, Freitruppen im Siebenjährigen Krieg, 1756–1763. Entstehung, Einsatz, Wirkung (1994) est répertorié comme la seule contribution de la maison d'édition Podzun-Pallas dans le Reader's Guide to Military History et est décrit par le célèbre historien militaire britannique Peter H. Wilson (en) comme une introduction concise au sujet. Son double volume sur la Croix de fer, publié par Militaria (de) en 2013, est considéré par les experts comme l'une des contributions les plus importantesà cette distinction 

## Prix
- Croix d'honneur de la Bundeswehr en or 2002

## Travaux (sélection)
Monographies
- Die preussischen Freitruppen im Siebenjährigen Krieg, 1756–1763. Entstehung, Einsatz, Wirkung. Podzun-Pallas, Wölfersheim-Berstadt 1994,  (ISBN 3-7909-0516-X).
- Die Armee Friedrich des Großen im Siebenjährigen Krieg, 1756–1763. Podzun-Pallas-Verlag, Wölfersheim-Berstadt 2002,  (ISBN 3-7909-0752-9).
- Das Eiserne Kreuz. 1813 – 1870 – 1914. Geschichte und Bedeutung einer Auszeichnung (= Kataloge des Bayerischen Armeemuseums Ingolstadt. Vol. 11). Mit Farbfotos von Georg Schnellnberger, 2 Bände, Verlag Militaria, Vienne 2013,  (ISBN 978-3-902526-58-8). (englische Ausgabe 2013)
  - Volume 1 : Tome principal
  - Volume 2 : Typologie [avec la collaboration de Volker Simons]

Contributions aux anthologies
- Die Ausgestaltung einer königlichen Idee – Vom Ordenskreuz zum vollendeten Bild Eisernes Kreuz. Eine Hommage an Ferdinand Graf von Einsiedel. Dans: Horst Remane (de), Sybille Fischer (dir.): Das Eisenwerk Lauchhammer unter den Grafen von Einsiedel. Festschrift 20 Jahre Kunstgussmuseum Lauchhammer 2013. Drei-Birken-Verlag, Freiberg 2013,  (ISBN 978-3-936980-39-4), p. 231 ff.
- „Der Soldat mit dem Generale ganz gleich …“. Ein Beitrag zur Entstehungsgeschichte des Eisernen Kreuzes. Dans: Gerhard Bauer, Gorch Pieken, Matthias Rogg (de) (dir.): Blutige Romantik. 200 Jahre Befreiungskriege. Essays und Katalog (= Forum MHM. Vol. 4). Vol 1: Essays. Sandstein, Dresde 2013,  (ISBN 978-3-95498-037-6), p. 122 ff.
- Die Erneuerungen des Eisernen Kreuzes 1870 und 1914. Betrachtungen zur Verleihungspraxis eines „deutschen“ Ehrenzeichens. Dans: Winfried Heinemann (de) (dir.): Das Eiserne Kreuz. Die Geschichte eines Symbols im Wandel der Zeit (= Potsdamer Schriften zur Militärgeschichte. Vol. 24). Im Auftrag der Deutschen Kommission für Militärgeschichte und des Centre d'histoire militaire et des sciences sociales de la Bundeswehr (de), Potsdam 2014,  (ISBN 978-3-941571-30-3), S. 21 ff.